# An Hữu
An Hữu là một xã thuộc tỉnh Đồng Tháp, Việt Nam.

## Địa lý
Xã An Hữu có vị trí địa lý:
- Phía đông giáp tỉnh Vĩnh Long, ranh giới là sông Mỹ Tho.
- Phia tây giáp xã Thanh Hưng.
- Phía nam giáp xã Phú Hựu, ranh giới là sông Tiền.
- Phía bắc giáp các xã Cái Bè, Mỹ Đức Tây và Mỹ Lợi.

Xã An Hữu có diện tích 43,94 km², dân số năm 2025 là 52.177 người, mật độ dân số đạt 1.187 người/km².

## Hành chính
Xã An Hữu được chia thành 5 ấp: 1, 2, 3, 4, 5.

## Lịch sử
Ngày 4 tháng 12 năm 2020, UBND tỉnh Tiền Giang ban hành Quyết định số 3594/QĐ-UBND về việc công nhận xã An Hữu đạt tiêu chí đô thị loại V.
Ngày 16 tháng 6 năm 2025, Ủy ban Thường vụ Quốc hội ban hành Nghị quyết số 1663/NQ-UBTVQH15 về việc sắp xếp các đơn vị hành chính cấp xã của tỉnh Đồng Tháp năm 2025. Theo đó, sắp xếp toàn bộ diện tích tự nhiên, quy mô dân số của các xã Hòa Hưng, Mỹ Lương và An Hữu thành xã mới có tên gọi là xã An Hữu.
Sau khi sáp nhập, xã An Hữu có 43,94 km² diện tích tự nhiên và dân số 52.177 người.

## Văn hóa
Đình An Hữu là di tích lịch sử - văn hóa cấp tỉnh.